# Noel Aséko Nkili
Noel Aseko Nkili (Berlín, Alemania, 22 de noviembre de 2005) es un futbolista alemán que juega de centrocampista en el Hannover 96 de la 2. Bundesliga, cedido por el Bayern de Múnich.

## Trayectoria
Procede de las canteras del Hertha Zehlendorf y del Hertha Berlín. El 13 de julio de 2022 fue traspasado al Bayern de Múnich, donde inicialmente fue destinado a su equipo de reserva. Debutó con el Bayern de Múnich II en una victoria por 3-0 en la Regionalliga Bayern contra el TSV Rain am Lech el 24 de septiembre de 2022.
En diciembre de 2023 fue convocado por primera vez con la plantilla del Bayern de Múnich, estando en el banquillo en un partido de la Bundesliga contra el VfB Stuttgart el 17 de diciembre de 2023.
El 6 de enero de 2024 debutó con el primer equipo tras entrar en el terreno de juego en sustitución de Raphaël Guerreiro en el minuto 67 de un partido amistoso contra el F. C. Basilea, en el que también marcó su primer gol con el Bayern de Múnich en el minuto 70 con su primer contacto con el balón del partido. Ese mismo año, en abril, sufrió una lesión de rodilla que le obligó a operarse del menisco. On 15 May, he signed his first professional contract with Bayern Munich until 2026.
El 4 de febrero de 2025, firma por el Hannover 96 de la 2. Bundesliga, cedido por el Bayern de Múnich hasta el 30 de junio de 2026, con opción de compra.

## Selección nacional
Nacido en Alemania, de padres ecuatoguineanos, es internacional juvenil con Alemania, con la que ha jugado hasta la sub-20.

## Estadísticas

### Clubes
Actualizado al último partido disputado el 2 de noviembre de 2024.
| Club                           | Div.          | Temporada     | Liga  | Liga  | Liga   | Copas nacionales | Copas nacionales | Copas nacionales | Copas internacionales | Copas internacionales | Copas internacionales | Total | Total | Total  |
| Club                           | Div.          | Temporada     | Part. | Goles | Asist. | Part.            | Goles            | Asist.           | Part.                 | Goles                 | Asist.                | Part. | Goles | Asist. |
| ------------------------------ | ------------- | ------------- | ----- | ----- | ------ | ---------------- | ---------------- | ---------------- | --------------------- | --------------------- | --------------------- | ----- | ----- | ------ |
| Bayern de Múnich II · Alemania | 4.ª           | 2022-23       | 8     | 0     | 0      | ―                | ―                | ―                | ―                     | ―                     | ―                     | 8     | 0     | 0      |
| Bayern de Múnich II · Alemania | 4.ª           | 2023-24       | 9     | 0     | 0      | ―                | ―                | ―                | ―                     | ―                     | ―                     | 9     | 0     | 0      |
| Bayern de Múnich II · Alemania | 4.ª           | 2024-25       | 9     | 1     | 0      | ―                | ―                | ―                | ―                     | ―                     | ―                     | 9     | 1     | 0      |
| Bayern de Múnich II · Alemania | Total club    | Total club    | 26    | 1     | 0      | 0                | 0                | 0                | 0                     | 0                     | 0                     | 26    | 1     | 0      |
| Total carrera                  | Total carrera | Total carrera | 26    | 1     | 0      | 0                | 0                | 0                | 0                     | 0                     | 0                     | 26    | 1     | 0      |